# European Heart Journal
Das European Heart Journal, abgekürzt als Eur. Heart J., ist eine wissenschaftliche Fachzeitschrift, die vom Oxford-University-Press-Verlag im Auftrag der European Society of Cardiology in englischer Sprache veröffentlicht wird. Die erste Ausgabe erschien im Februar 1980. Derzeit erscheint die Zeitschrift 24 mal pro Jahr. Es werden experimentelle und klinische Original- und Übersichtsarbeiten aus allen Bereichen des Herzkreislaufsystems, Consensus Papers und Current Opinions wie auch Cardiovascular Flashlights aus allen Bereichen des Herzkreislaufsystems veröffentlicht. Besonders wichtig sind auch die Richtlinien der European Society of Cardiology (ESC Clinical Practice Guidelines) zu verschiedensten Herzerkrankungen. Die Herausgeber ermuntern darüber hinaus ihre Leser die veröffentlichten Arbeiten zu kommentieren.
Der Impact Factor lag für das Jahr 2018 bei 24,889. Nach der Statistik des ISI Web of Knowledge wird das Journal mit diesem Impact Factor in der Kategorie Herz-Kreislauf-System an erster Stelle von 123 Zeitschriften geführt.
Chefredakteur ist Filippo Crea (Università Cattolica del Sacro Cuore). Das Redaktionsbüro beschäftigt 6 Mitarbeiter, die für alle Aspekte des Publikationsprozesses verantwortlich sind.